# Ordrup (Odsherred)
Ordrup er en lille by i Odsherred, nær Fårevejle Kirkeby.

## Bøger
- Ordrup og Kårup byer i Fårevejle sogn : bidrag til deres historie (Webside ikke længere tilgængelig)

## Eksterne links
- Ordup Bylaug kontaktinformation
- Ordrup og Kårup - Odsherred Lokalarkiv
- Ordrup - Odsherred Wiki har en række artikler om Ordrup og bygningerne i Ordrup